# マーティン・ハネット
ジェームス・マーティン・ハネット（James Martin Hannett、1948年5月31日 - 1991年4月10日）はイギリスの音楽プロデューサー、ミュージシャン。またファクトリー・レコードの取締役を創始者のトニー・ウィルソンと共に務めた。

## 来歴
イングランド、マンチェスターの労働者階級の家庭に生まれる。14歳のときにベースギターを手にしバンドで演奏を始める。高校卒業後は大学に進学し、化学の学位を取得した。
'70年代中盤からアニメーション映画のサウンドトラックのプロデュースや、パブでの演奏のミキシングを行うようになる。1977年にはバズコックスのデビューEP、『Spiral Scratch』のプロデューサーを担当した。ハネットのプロデューサーとしての評価を決定付けたのは、ジョイ・ディヴィジョンの1979年リリースのデビューアルバム『アンノウン・プレジャーズ』だった。ハネットはボーカルとドラムのみにディレイとリバーブを施し、ベースとギターの音は極力抑えた。ベーシストのピーター・フックとギタリストのバーナード・サムナーは当時のライヴでのパンキッシュなバンドサウンドと乖離したサウンドプロダクションに嫌悪感を示していたが、フックは現在ではハネットのプロダクションの方向性が正しかったことを認め、ハネットに感謝する旨を述べている。
ハネットは他にもザ・ドゥルッティ・コラム、オーケストラル・マヌーヴァーズ・イン・ザ・ダーク、ハッピー・マンデーズ、ア・サーテイン・レイシオ、ESGといったファクトリー・レーベルのアーティストの作品や、マガジンのアルバム『ザ・コレクト・ユース・オブ・ソープ』、U2のシングル「11オクロック・ティック・タック」のプロデュースを手がけた。
キャリア中盤からアルコール依存症や薬物依存症（ヘロイン中毒）に陥り、1991年4月10日に心不全により死去。享年42歳。